# Doogort Machair SPA
Doogort Machair SPA este o arie protejată (arie de protecție specială avifaunistică — SPA) din Irlanda întinsă pe o suprafață de 116,43 ha, integral pe uscat.

## Localizare
Centrul sitului Doogort Machair SPA este situat la coordonatele 52°17′01″N 9°51′41″W / 52.283547°N 9.861314°V.

## Înființare
Situl Doogort Machair SPA a fost declarat arie de protecție specială avifaunistică în aprilie 2019 pentru a proteja 1 specie de animale.

## Biodiversitate
Situată în ecoregiunea atlantică, aria protejată nu include niciun habitat protejat.
La baza desemnării sitului se află o specie protejată de  păsări: Calidris alpina schinzii.